# Amya (Familie)

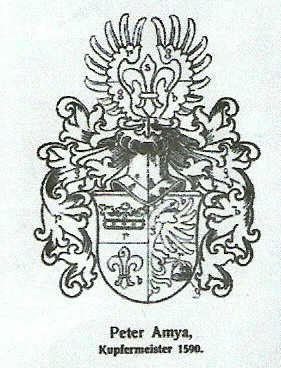
Wappen der Familie Amya, Amyan, Amian

Amya (Amyan; Amian) ist der Name einer Kupfermeisterfamilie, die um 1466 von Dinant nach Aachen zog, wo sie eine florierende Messingindustrie aufbaute und sich für die Gründung einer eigenen Zunft der Kupferschläger einsetzte.

## Chronologie
Die Ursprünge der Familie liegen weitgehend im Dunkeln. Während einige Quellen (unter anderem die „ADB“ und „Macco“) davon ausgehen, dass die Ahnherren der Familie aus der Gegend um Amiens in der Picardie stammen, ist es nachweislich zutreffender, dass es sich um eine Familie aus dem Raum Dinant, dem Hauptsitz der wallonischen Messingindustrie handelt, wo sie bereits im Handwerk der Kupferschläger tätig und bekannt war. Als Karl der Kühne im Rahmen seiner Kämpfe gegen König Ludwig XI. von Frankreich im Jahre 1466 Dinant eroberte und plünderte, verließen kurz zuvor die Familien Amya, aber auch Momma, Byda und andere die Stadt und zogen in die Freie Reichsstadt Aachen.
Hier wurde einem Johann Amya, genannt der Ältere († vor 1490), und seinem gleichnamigen Sohn die „Pletschmühle“ im Bereich des Zusammenflusses des Johannisbachs und der Paunell zugeteilt sowie später weitere Mühlen hauptsächlich vor dem Kölntor. Die Familie Amya hatte in den folgenden Jahrzehnten wesentlichen Anteil am anfänglichen Aufstieg der Kupferproduktion in Aachen und gelangte ob ihrer Verdienste um die Messingindustrie zu bedeutendem Reichtum und Ansehen. Sie schloss sich zudem gemeinsam mit anderen ortsansässigen Kupferschlägern zur Gründung einer Kupferambacht zusammen, die im Rahmen des zweiten Aachener Gaffelbriefs im Jahre 1513 als Zunft anerkannt wurde. Dadurch erhielten sie das Recht, aus ihren Reihen Ratsherren zu wählen.
Eine weitere Person mit Namen Amya, Karl Amya der Ältere, welcher erstmals 1537 in Aachen erwähnt wurde, scheint erst zu jener Zeit nach Aachen eingewandert zu sein, da gemäß Macco dessen Sohn Karl Amya der Jüngere am 12. Oktober 1536 noch in Rouen geboren worden sei. Ob dieser Zweig mit den Amyas aus Dinant verwandt ist, ist nirgendwo beweiskräftig geklärt. Sollte es aber dennoch so sein, dann ließe sich auf Grund der relativen örtlichen Nähe der Städte Rouen und Amiens die Behauptung erhärten, dass die Urahnen der Familie tatsächlich aus der Picardie stammen könnten.
Auch diese Linie schloss sich der Kupferambacht an und übernahm 1586 durch den städtischen Baumeister Michael Amya (1563–1613), Sohn des jüngeren Karl Amya, das Landgut Bodenhof, welches ein Lehngut der Propstei der Aachener Münsterkirche war. Dieses wurde nach dem Tod von Hermann Amya (1657–1700), der als Kaufmann in Amsterdam tätig gewesen war, verkauft. Sein Sohn Jakob Amya (1694–1730) wurde Advokat in Den Haag, mit dessen Sohn Jan (1723–1806) als letztem nachweisbaren männlichen Nachkommen diese Linie als erloschen gilt.
Nachdem ab Mitte des 16. Jahrhunderts einige Zweige der Familie Amya sich der Reformation angeschlossen hatten, bekamen diese im Rahmen der Aachener Religionsunruhen erhebliche Nachteile zu spüren, worauf sie es vorzogen in jene Gebiete umzuziehen, wo sie ihren Glauben ohne wirtschaftliche Einschränkungen frei ausüben konnten. So siedelten sich Nachkommen der Familie Amya in Burtscheid, Stolberg, Lübeck, Strassburg, Schweden und in der Grafschaft Holland an. Ein Abkömmling des holländischen Zweiges, Gilles (Egidius) Amya, wurde als Konsul der Generalstaaten am 5. November 1686 von Kaiser Leopold I. in den Freiherrenstand erhoben.
Durch die Flucht von Adelheid Wijlremann (1537–1617), der Witwe von Johann Amya, einem Urenkel des Erwerbers der „Pletschmühle“, vor der Reichsacht im Jahre 1598, musste beispielsweise auch diese Mühle aufgegeben werden. Ihr Sohn Emanuel Amya aus dem daraufhin nach Burtscheid verzogenen Familienzweig erwarb schließlich 1610 eine Mühle am „Warmen Weiher“, in etwa auf dem Areal des heutigen Kreishauses an der Zollernstraße, die später „Amyamühle“ genannt wurde. Bereits sein Vater Johann hatte über Adelheid Wijlreman (1537–1615) Anteile an Gut Hasselholz in Aachen geerbt, welches zu diesem Zeitpunkt aus den Einzelgütern Altenhof, Blockhaus und Berghof bestand und wo Emanuel 1618 den Neuenhof errichten ließ. Damit wurde Gut Hasselholz für viele Jahre zum Familiensitz. Nachdem Emanuels Sohn Johann (* 1606) unter anderem zum Schultheiß von Kinzweiler ernannt worden war, waren dessen Kinder auch mangels weiterer Nachkommen in dieser Linie dazu gezwungen, bereits im Jahre 1652 die Amyamühle an die Familie Abraham und Heinrich Werden zu verkaufen. Aus gleichem Grund wurden später die verschiedenen Anteile des Gutes Hasselholz zumeist an Schwiegersöhne vererbt. Dieser Zweig der Familie gilt heute ebenfalls als erloschen.
Durch den massiven Auszug zahlreicher evangelischer Kupferschlägerfamilien aus Aachen, der massiven Konkurrenz vor allem aus Stolberg, wo sich der größte Teil dieser Familien niedergelassen hatte, und erst recht nach dem großen Stadtbrand von Aachen im Jahre 1656, kam es zum allmählichen Verfall der Aachener Messingindustrie. Daran konnten auch die noch in Aachen verbliebenen und nicht zum evangelischen Glauben gewechselten Angehörigen der Familie Amya nichts ausrichten. Trotzdem spielten Mitglieder dieser Familie in der Aachener Kupferschlägerzunft und als Schöffen und Ratsherren weiterhin eine maßgebliche Rolle in der Stadt Aachen. So ist ein Johann Christoph Amya († 1726) als Ratsherr und Sendschöffe in Erscheinung getreten, ein Jakob Amya war im Jahr 1786 Greve (Vorsteher) der Kupferschlägerzunft und ein Johann Jakob Bruno Amya (1734–1797) war ein maßgeblicher politischer Vertreter der „Neuen Partei“ während der Unruhen im Verlauf der Aachener Mäkelei.
Dieser bis heute existierende Familienzweig fand zu Beginn des 18. Jahrhunderts seinen Hauptwohnsitz in Kornelimünster bei Aachen und hat gemäß Macco bereits seit dem 17. Jahrhundert, vereinzelt vielleicht auch erst später, die Schreibweise seines Namens in Amyan bzw. Amian umgewandelt, wie es unter anderem in den Archiven von Aachen und Kornelimünster nachgewiesen werden kann. Diese Nachkommen benutzen heute noch das von einem gewissen Peter Amya dem Jüngeren (* 1524), Sohn des Ratsherrn und Kupfermeisters Peter Amya dem Älteren (1480–1564), im Jahre 1590 entworfene Familienwappen.
In Aachen erinnert heute die „Amyastraße“ an diese Familie sowie ein Epitaph in St. Adalbert an Peter Amya, den Älteren.